# Sarıyahşi
Sarıyahşi là một huyện thuộc tỉnh Aksaray, Thổ Nhĩ Kỳ. Huyện có diện tích 280 km² và dân số thời điểm năm 2007 là 7346 người, mật độ 26 người/km².